# ロストック市電
ロストック市電（ロストックしでん、ドイツ語: Straßenbahn Rostock）は、ドイツの都市・ロストックの路面電車。1881年に開通した馬車鉄道をルーツに持つドイツ最北端の路面電車路線で、2022年現在は路線バスやフェリーなど他の公共交通機関と共にロストック路面電車会社（Rostocker Straßenbahn AG、RSAG）によって運営されている。

## 歴史
ロストックにおける軌道交通の歴史の始まりは1881年10月16日に開通した馬車鉄道で、これを1904年5月22日に電化開通したのが現在のロストック市電である。企業名は馬車鉄道時代がメクレンブルク馬車軌道（Mecklenburgische Straßen-Eisenban A.G.）であったものをロストック路面電車会社に変更し、以降はロストック市の開発計画に合わせて路線網を拡張したが、第二次世界大戦の被害により一時的な運行停止を余儀なくされ、再開されたのは終戦後の1945年となった。
東ドイツ時代は幾度かの再編を経て1951年以降は人民公社のロストック近距離交通（VEB Nahverkehr Rostock）が運営を管理した。同時期には都市計画に合わせた路線の積極的な延伸が行われ、1970年代には一部区間が路線バスへ置き換えられ廃止されたが、1980年代後半には北東部への延伸が再度実施された。また、1970年代以降は車掌業務が廃止され乗客自身が刻印をする信用乗車方式が採用され、効率化が図られた。一方、車両についてはゴータカーを代表する東ドイツ国産の2軸車や小型連接車が導入されたものの、東ドイツ各地に導入されたチェコスロバキア（現：チェコ）製のタトラカーが登場したのは東ドイツ末期の1989年以降となった。

東ドイツ時代のロストック市電
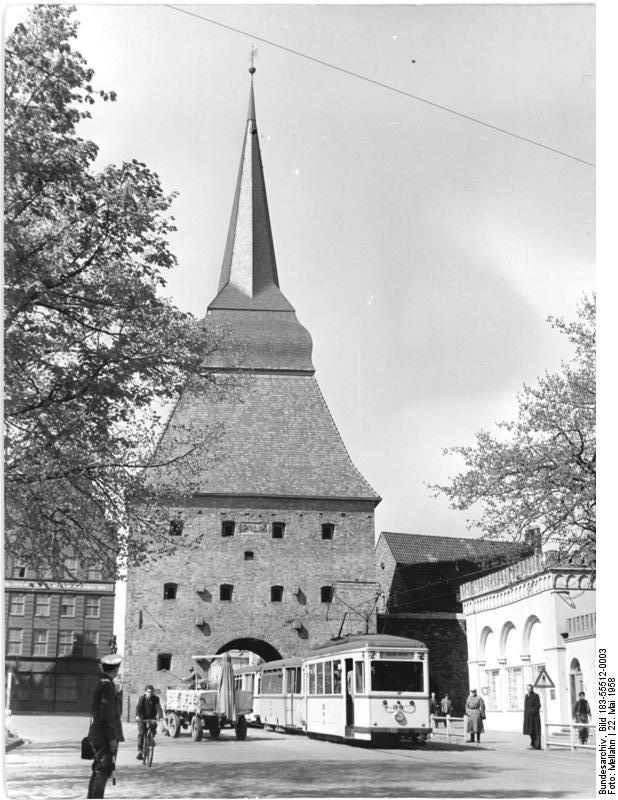
1958年撮影
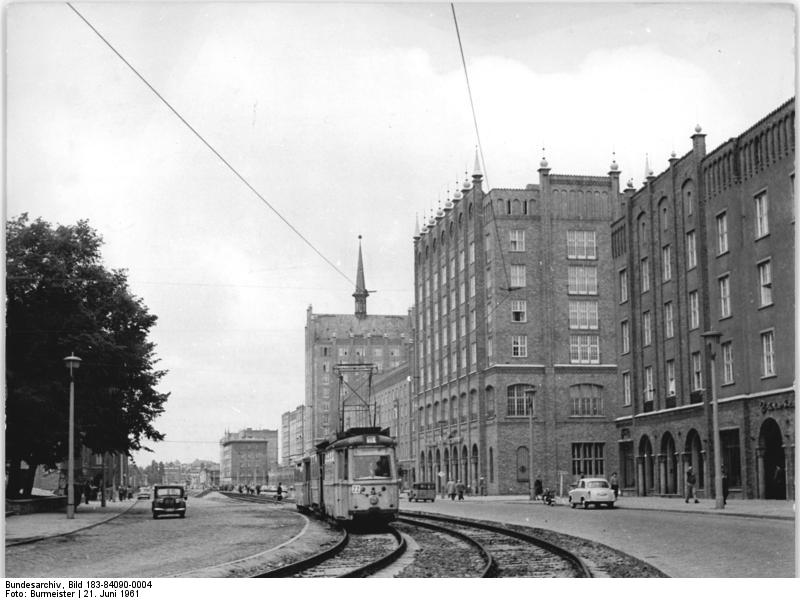
1961年撮影
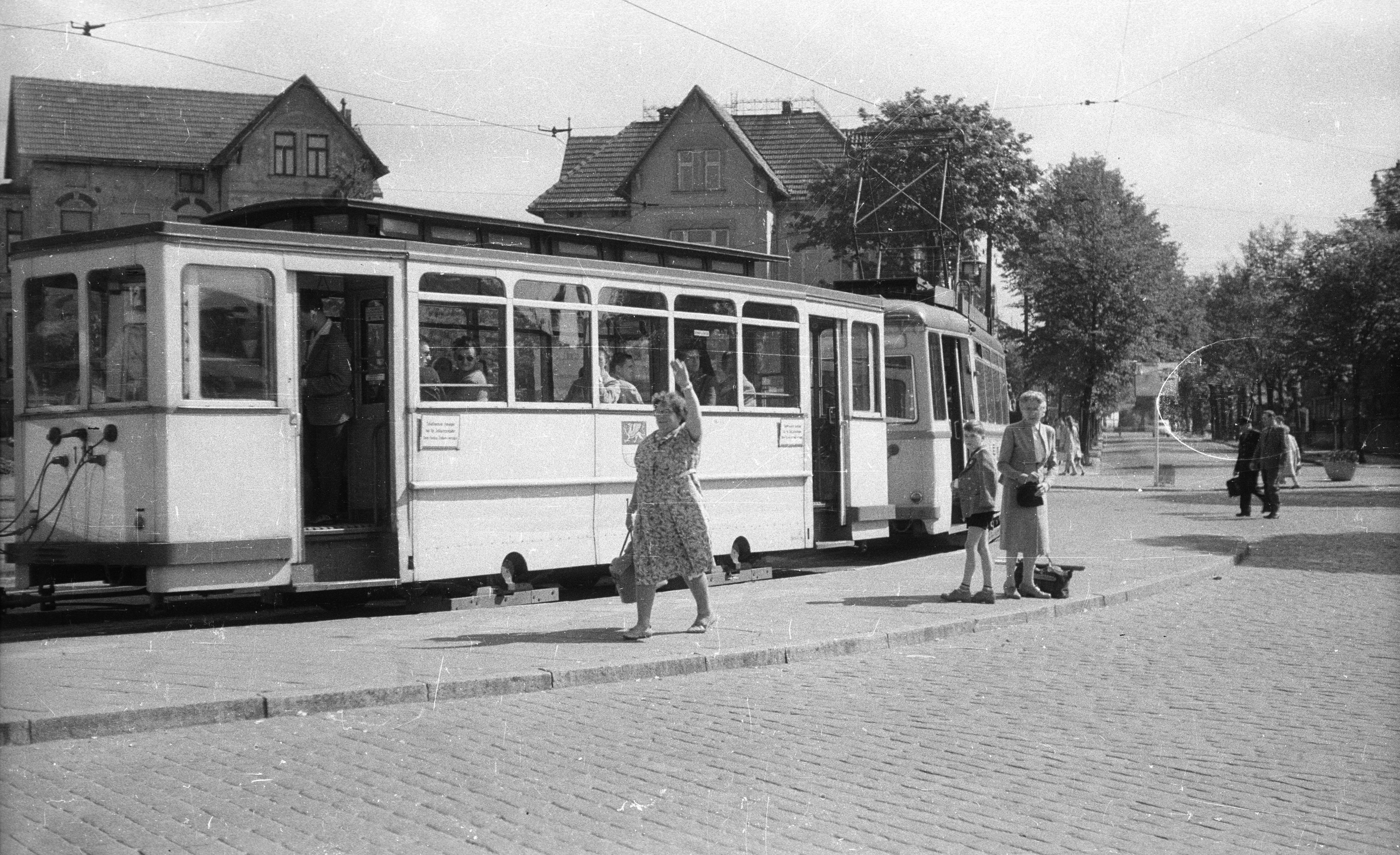
1962年撮影
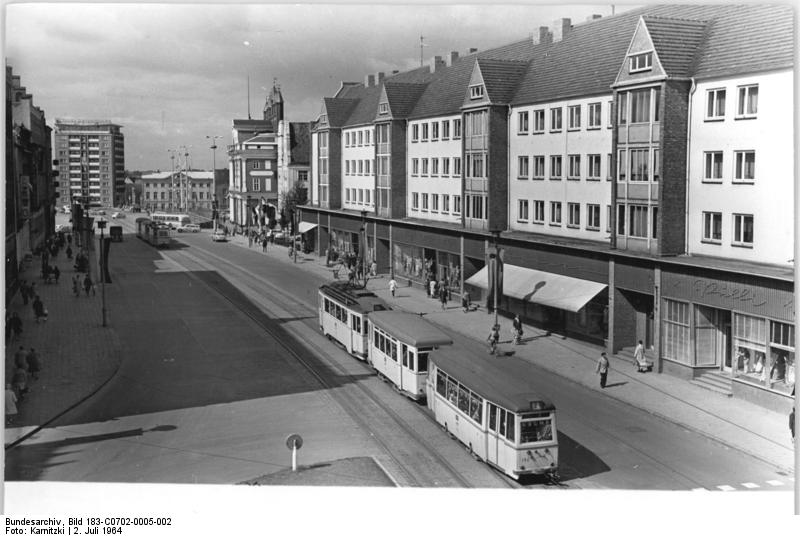
1964年撮影
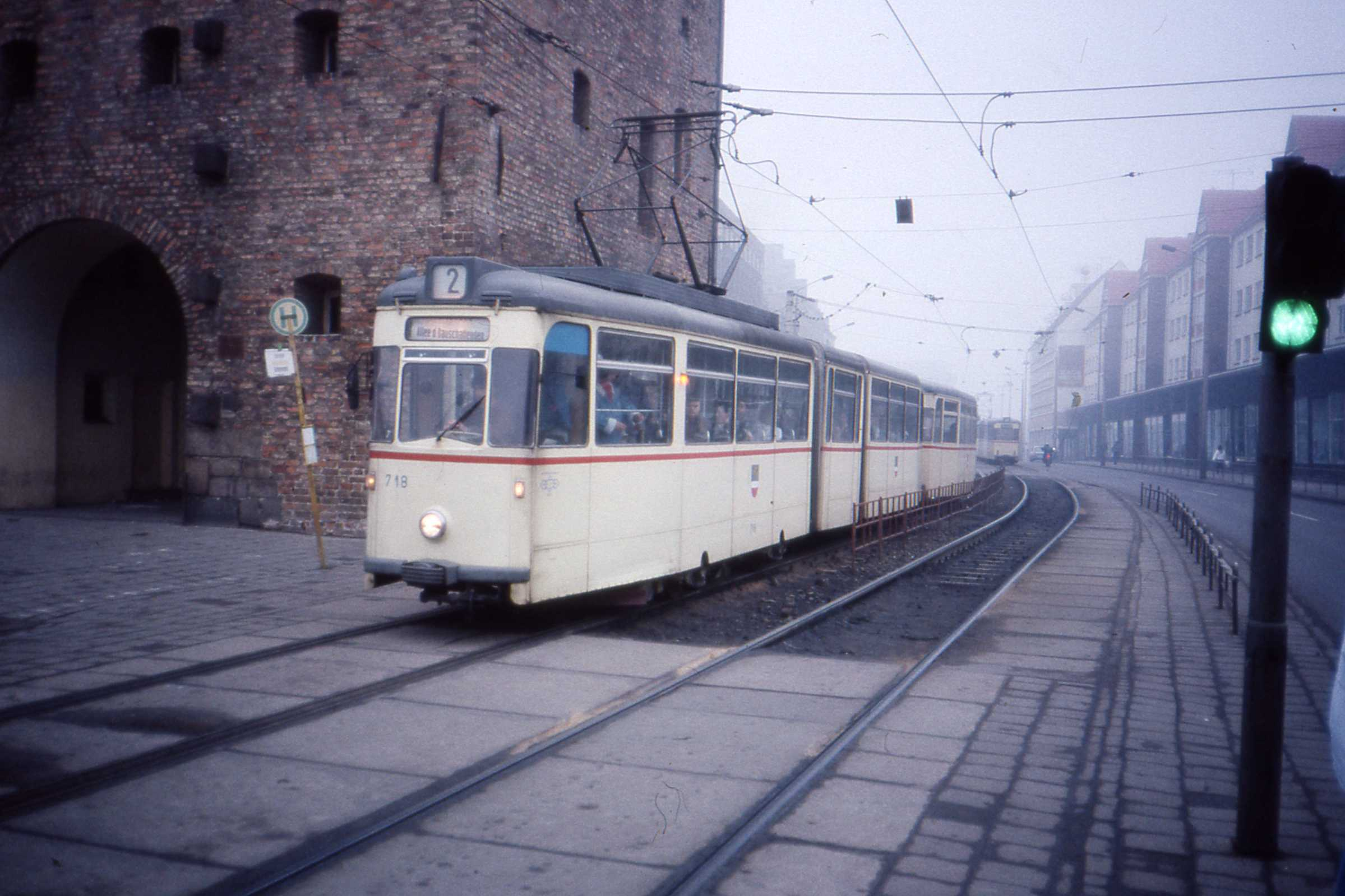
1990年撮影

ドイツ再統一の直前に路面電車や路線バスの運営組織は民営化が実施され、以降2022年現在までロストック路面電車会社による運営が行われている。再統一後の1990年代は既存の線路の改修に近代化が行われた一方、1998年からは長年計画されていたロストック北西部への大規模な延伸工事が始まり、2003年に開通した。また、ドイツ鉄道のロストック中央駅と接続する中央駅電停についても同年に全長300 mのトンネルを含む地下化が実施されている。車両についても1990年代以降継続して超低床電車の導入が実施され、2015年以降は全列車が低床構造を有する車両で運行している。

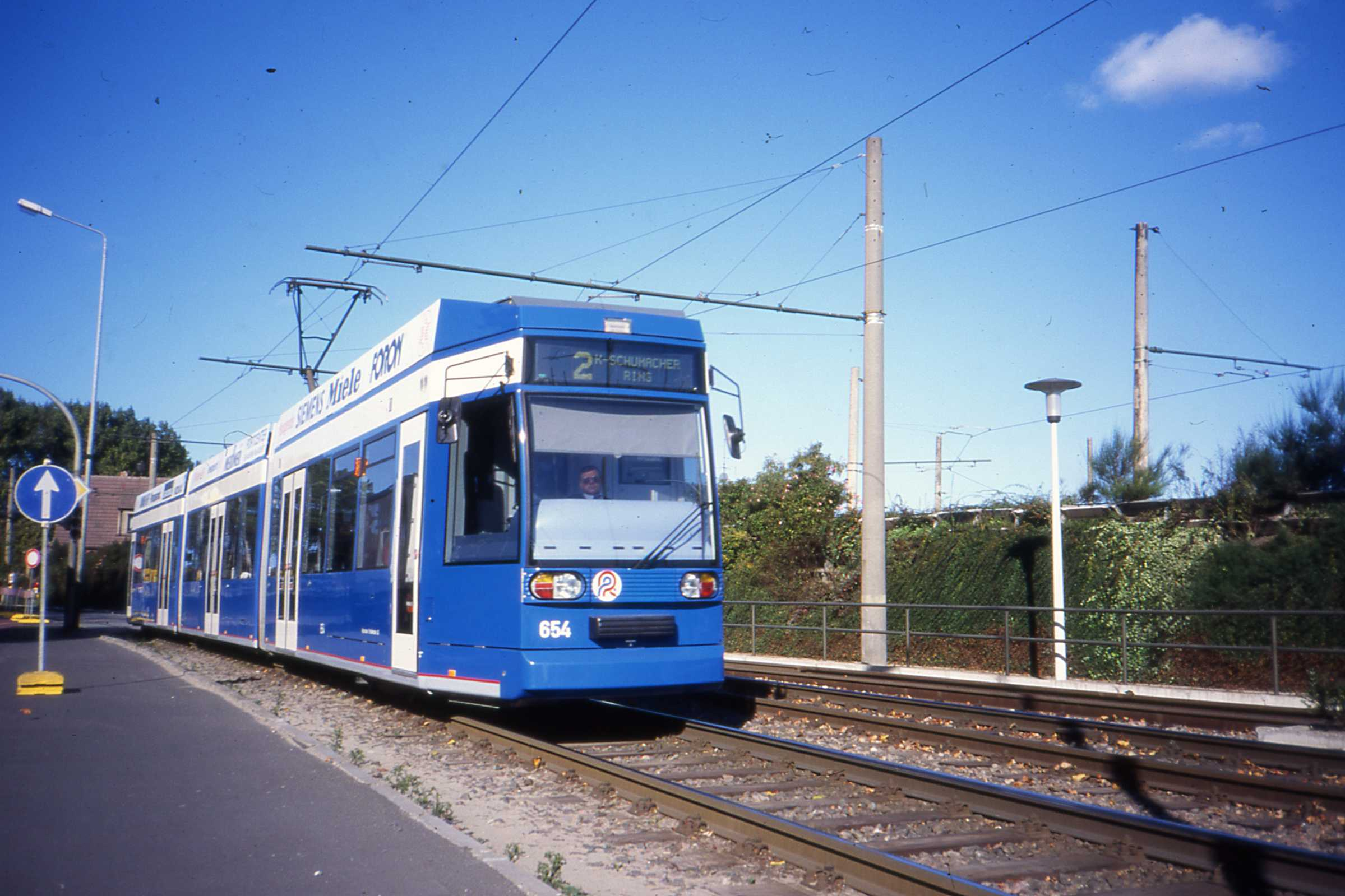
1990年代に導入された超低床電車（1994年撮影）
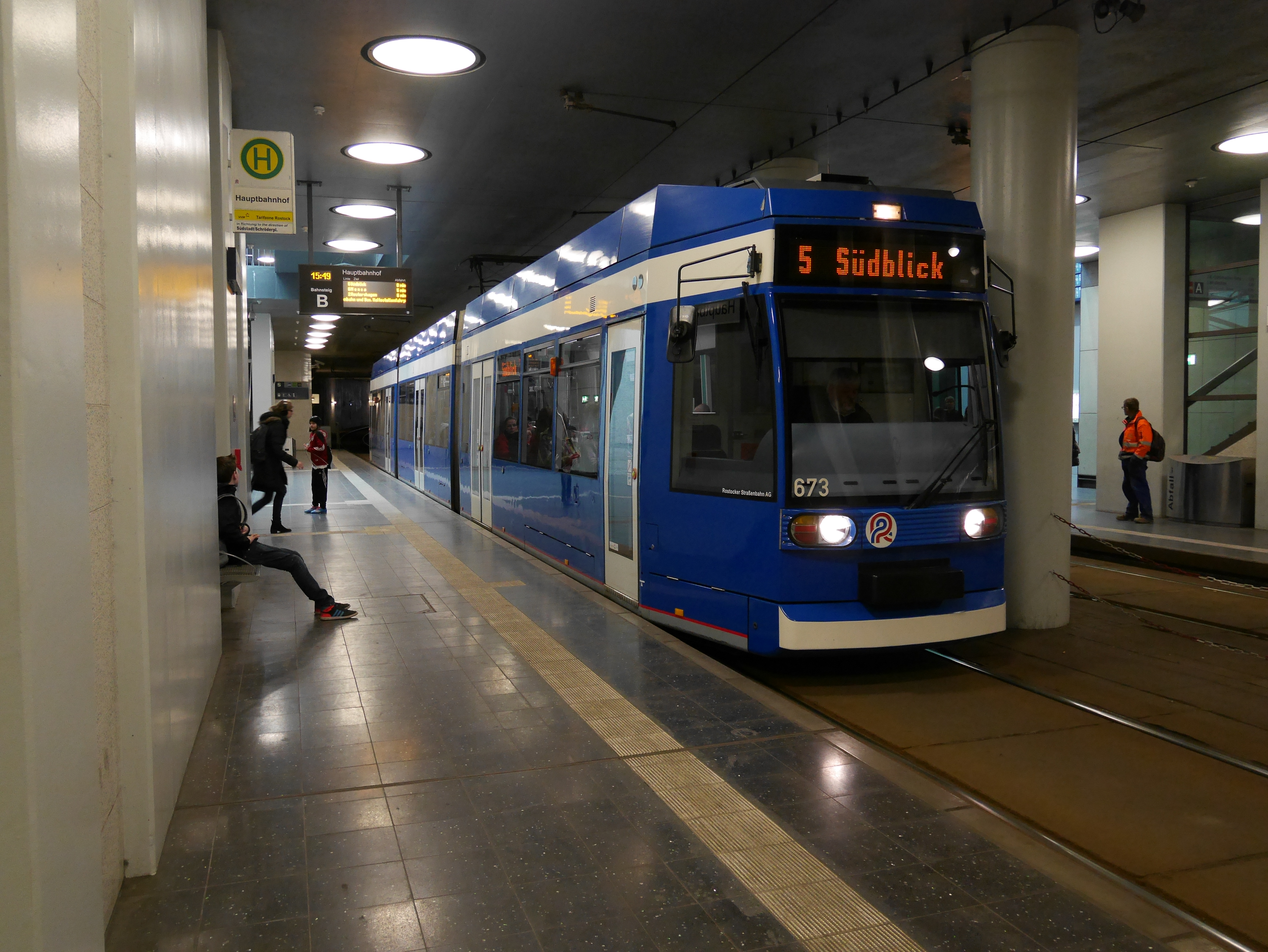
地下化された中央駅電停（2016年撮影）

## 運用
2021年現在、ロストック市電で運行する系統は以下の通り。運賃はロストック路面電車会社を含むハンザ地区やロストック地区の公共交通事業者が所属するヴァルノウ運輸協会（Verkehrsverbund Warnow）の料金体系を基に設定されており、基本運賃は2.3ユーロである一方、4電停間乗車可能な単距離チケットは1.8ユーロで購入可能である。他にも1日券（6ユーロ）や午後7時から翌日の午前5時まで使用可能なハッピーアワーチケット（4ユーロ）等多様な乗車券が展開されている。

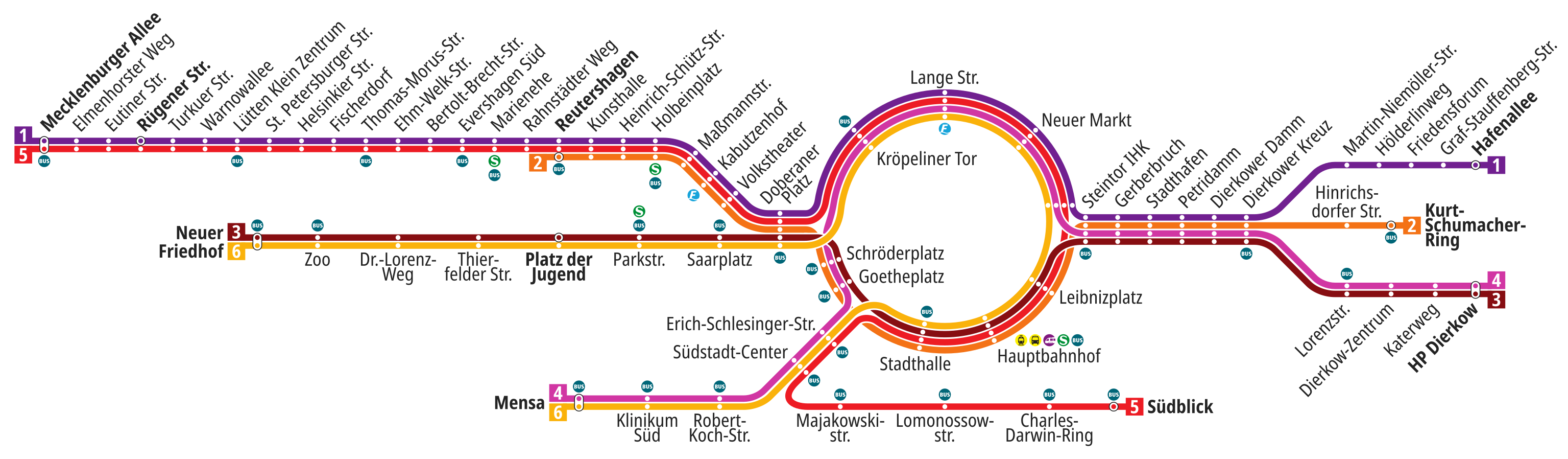
路線図

| 系統番号 | 起点               | 終点                | 参考・備考 |
| -------- | ------------------ | ------------------- | ---------- |
| 1        | Hafenallee         | Mecklenburger Allee |            |
| 2        | K.-Schumacher-Ring | Reutershagen        |            |
| 3        | Dierkower Allee    | Neuer Friedhof      |            |
| 4        | Dierkower Allee    | Campus Südstadt     |            |
| 5        | Südblick           | Mecklenburger Allee |            |
| 6        | Campus Südstadt    | Neuer Friedhof      |            |

## 車両

### 現有車両
2022年現在、ロストック市電で使用されている車両は以下の通り。前述の通り、高床式車両が引退した2015年4月以降は全車両が片運転台の超低床電車に統一されている。

#### 6NGTWDE

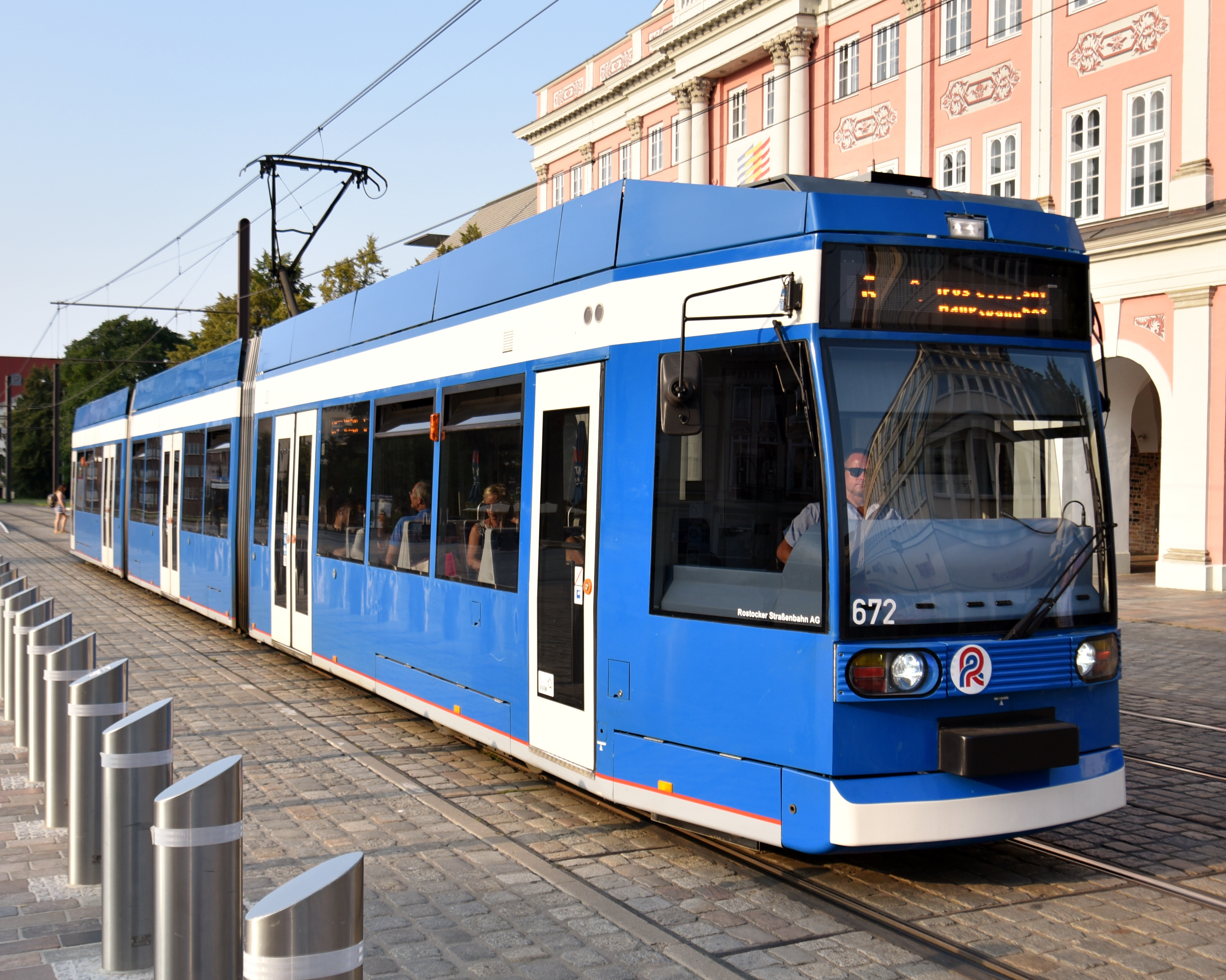
6NGTWDE（2019年撮影）

デュワグが製造した片運転台の3車体連接車で、6N1とも呼ばれる。車内の70 %が低床構造となっている部分超低床電車で、中間車体の付随台車には車軸が存在しないEEF台車が用いられている。1994年から1996年にかけて2次に渡り40両（651 - 690）が製造されたが、一部車両は2020年代後半以降後述する新型車両への置き換えが予定されている。

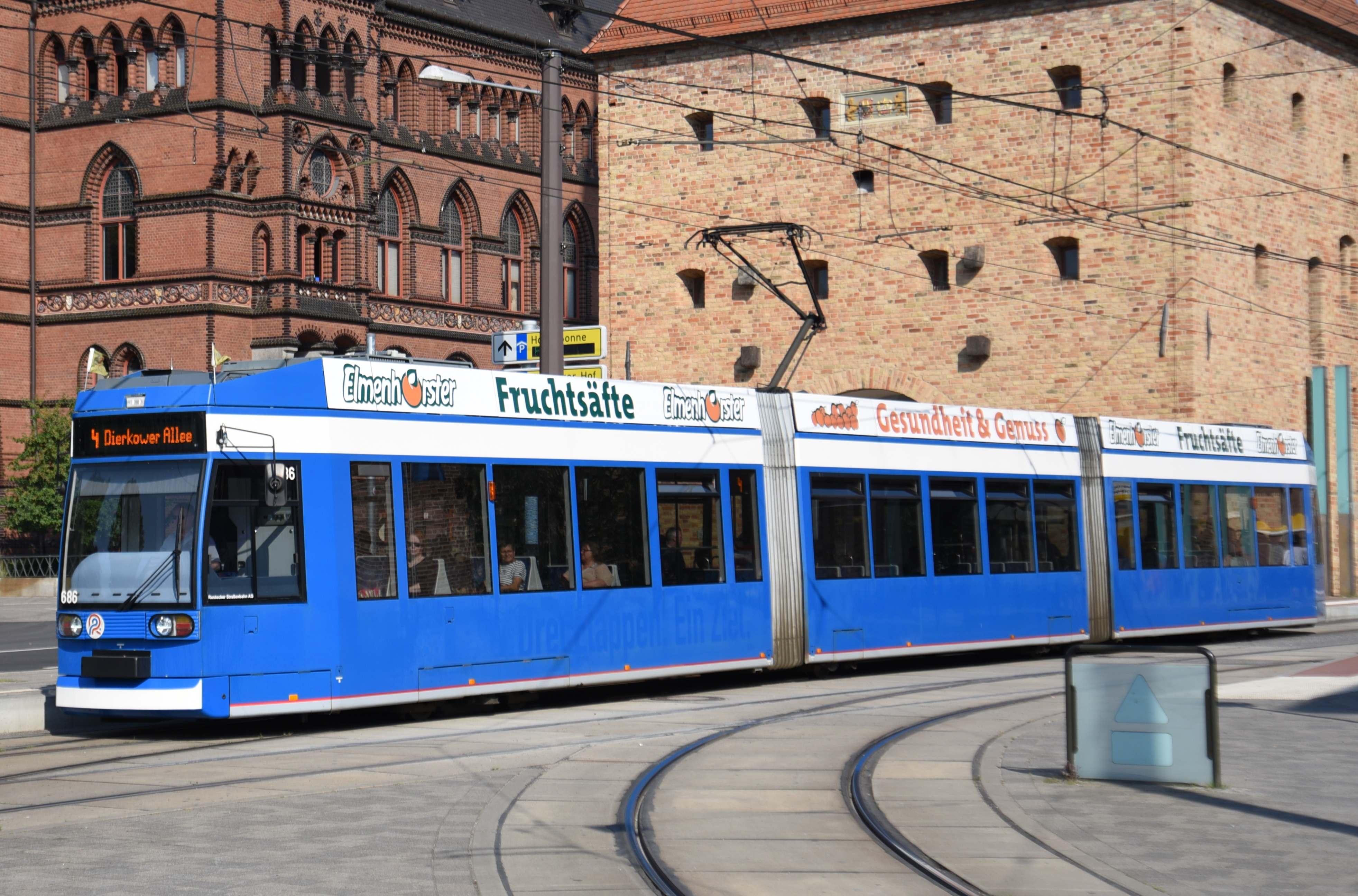
車体左側には乗降扉が存在しない（2019年撮影）
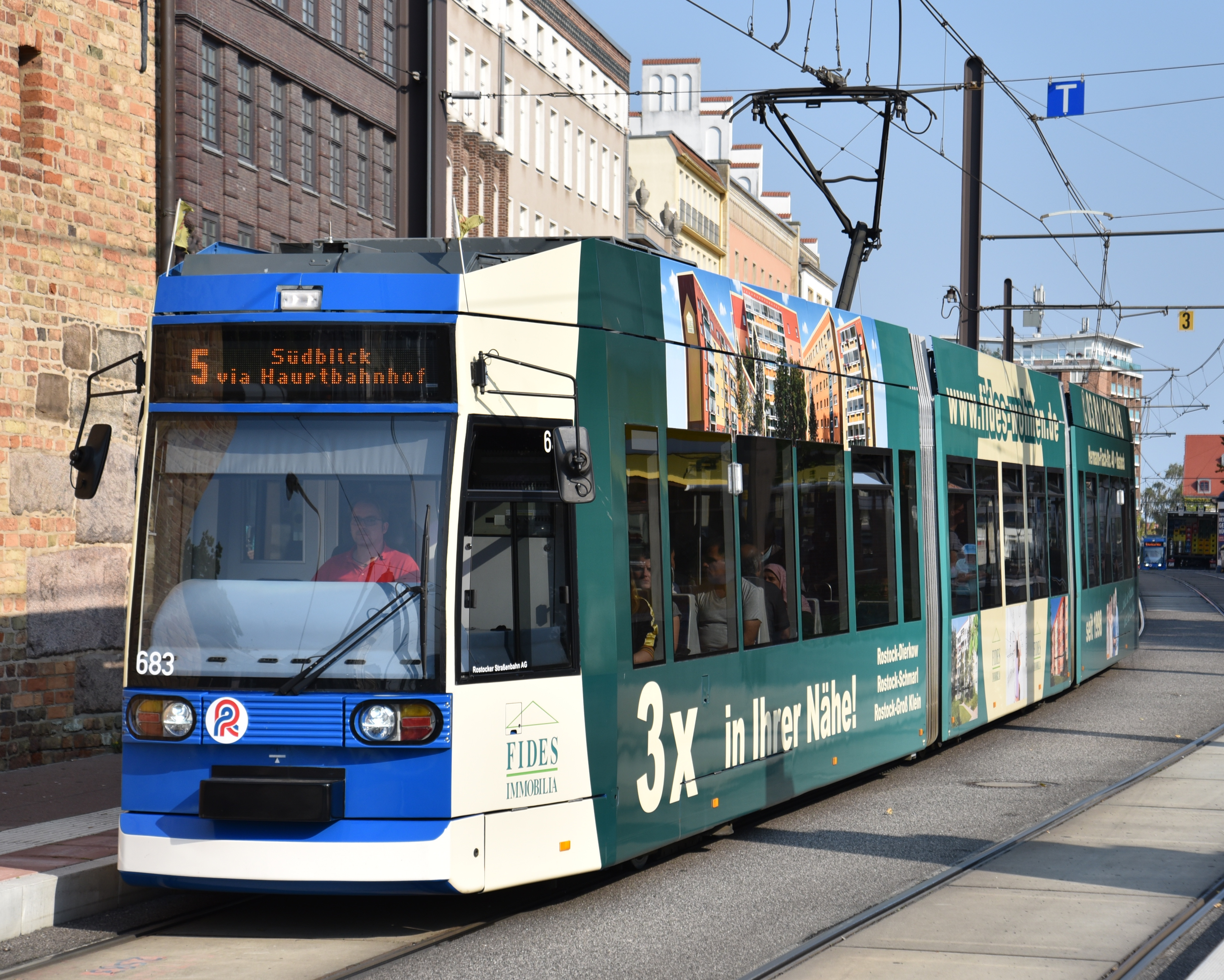
広告塗装（2019年撮影）

#### トラムリンク 6N2

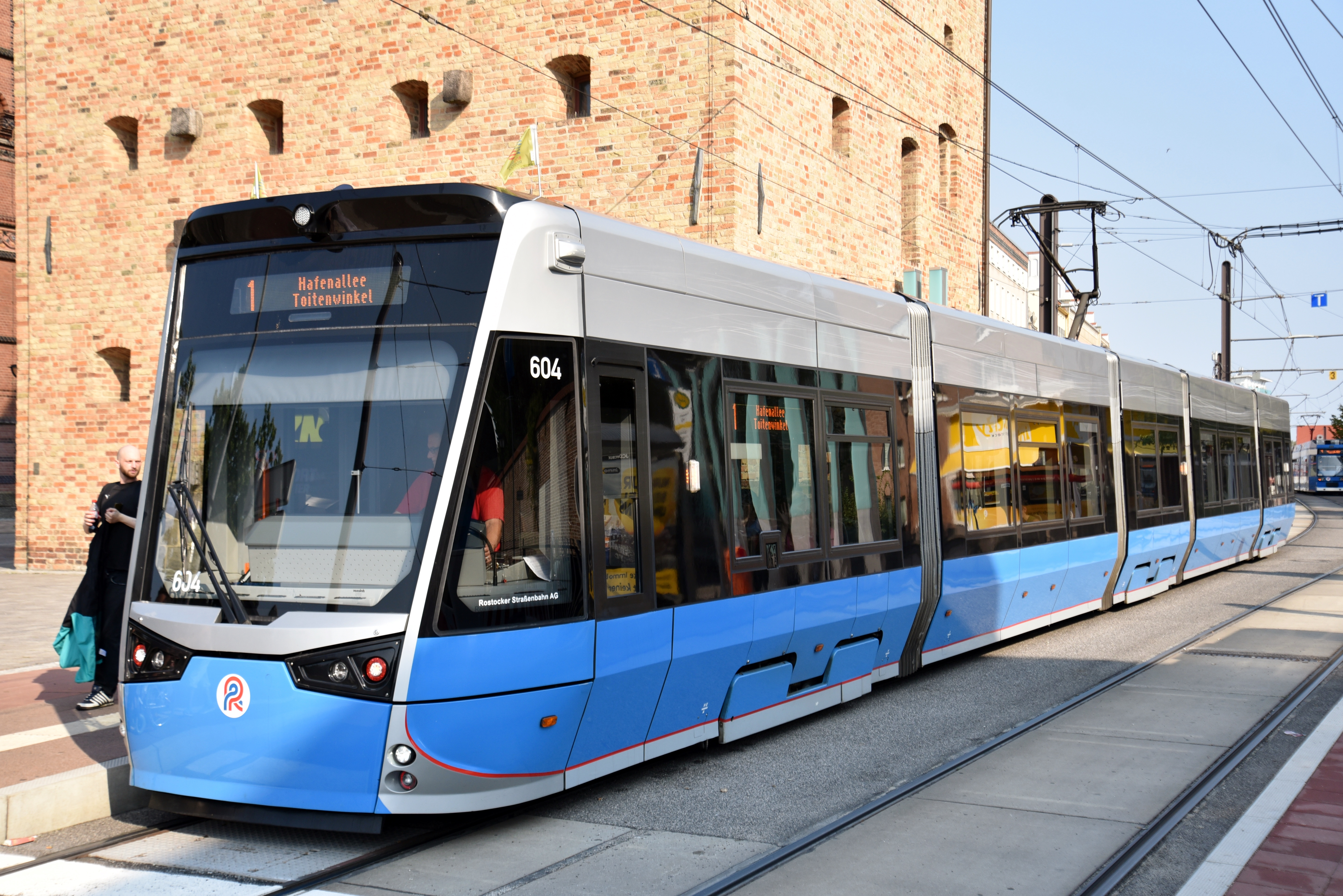
トラムリンク 6N2（2019年撮影）

フォスロ・キーペが開発し、2021年現在はシュタッドラー・レールが展開する車内全体が低床構造となっている5車体連接車。6NGTWDEと比べて車幅が広くなっている他、車内には冷暖房双方に対応した空調が完備されている。フォスロ・キーペへ2011年に発注が実施された後、2014年に13両（601 - 613）が導入され、残存していたタトラカーが置き換えられた。

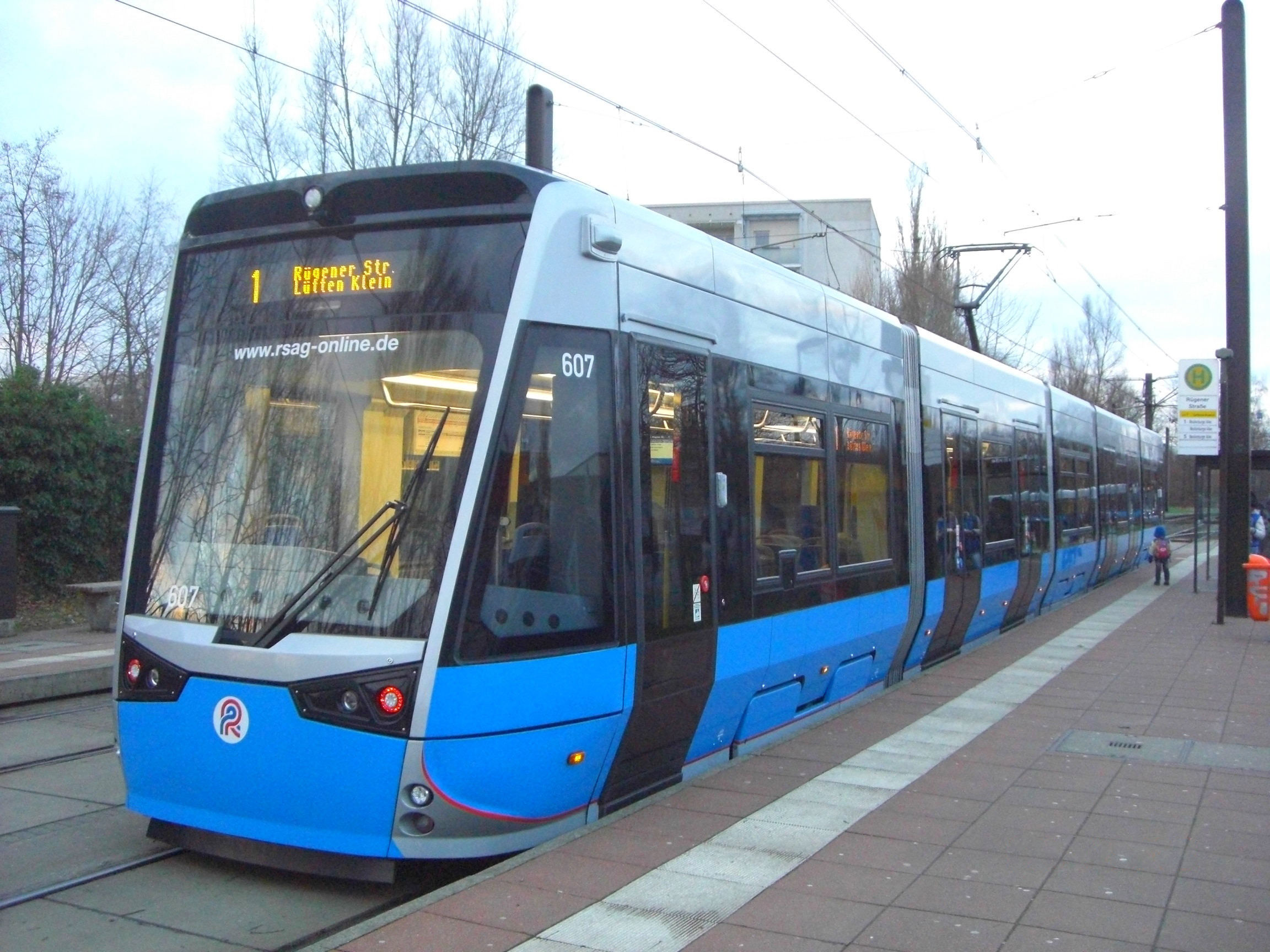
後方には運転台がない（2015年撮影）
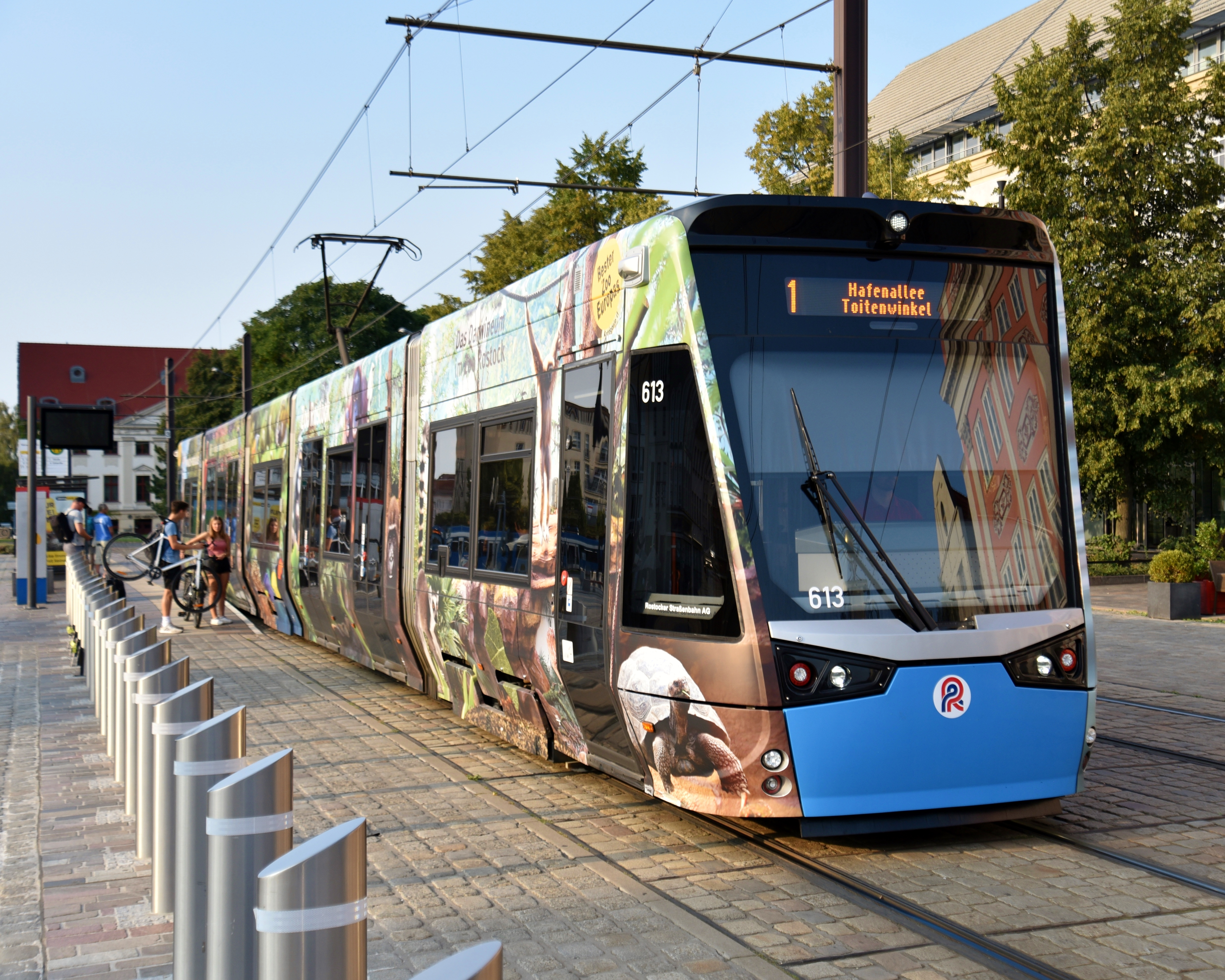
広告塗装（2019年撮影）

| 主要諸元  | 主要諸元    | 主要諸元 | 主要諸元 | 主要諸元 | 主要諸元 | 主要諸元 | 主要諸元 | 主要諸元 | 主要諸元 | 主要諸元                     |
| 車両番号  | 編成        | 運転台   | 最高速度 | 全長     | 全幅     | 全高     | 着席定員 | 立席定員 | 出力     | 備考・参考                   |
| --------- | ----------- | -------- | -------- | -------- | -------- | -------- | -------- | -------- | -------- | ---------------------------- |
| 601 - 613 | 5車体連接車 | 片運転台 | 70km/h   | 32,000mm | 2,650mm  | 3,500mm  | 71人     | 139人    | 420kw    | 立席定員数は乗客密度4人/m2時 |

### 導入予定の車両
2022年6月、シュタッドラー・レールはロストック路面電車会社との間に新型超低床電車「ティナ（TINA）」の導入に関する契約を結んだ。これは導入から30年ほどが経過した6NGTWDE（6N1）の置き換えを目的とした片運転台式の3車体連接車で、定員は221人（着席75人）を予定している。納入は2024年から始まり、2025年を目途に営業運転に投入される事になっている。

### 過去の車両

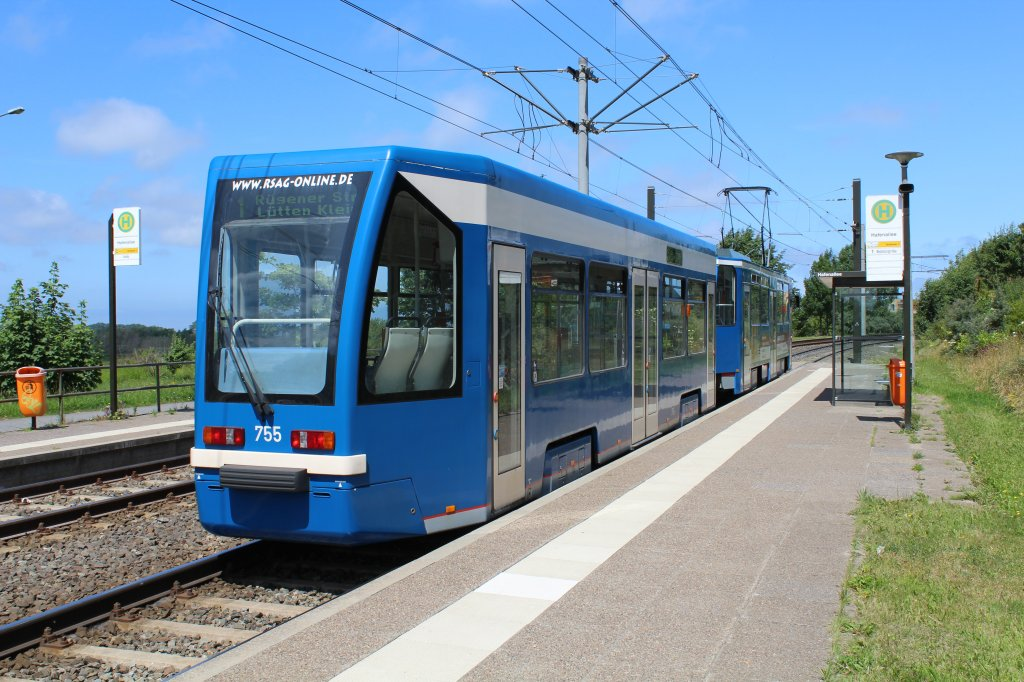
LOWA形、ゴータカー、REKO形 - 東ドイツ時代に多数導入された同国製の路面電車車両。大半の車両は2軸車であったが、ゴータ車両製造製の車両（ゴータカー）の中には連接車（3車体連接車）も存在した。1970年代以降は東ドイツ各都市からの譲受による増備が続いたものの、T6A2DやB6A2D、6NGTWDEの増備に伴い1990年代までに営業運転を終了した[4][9]。

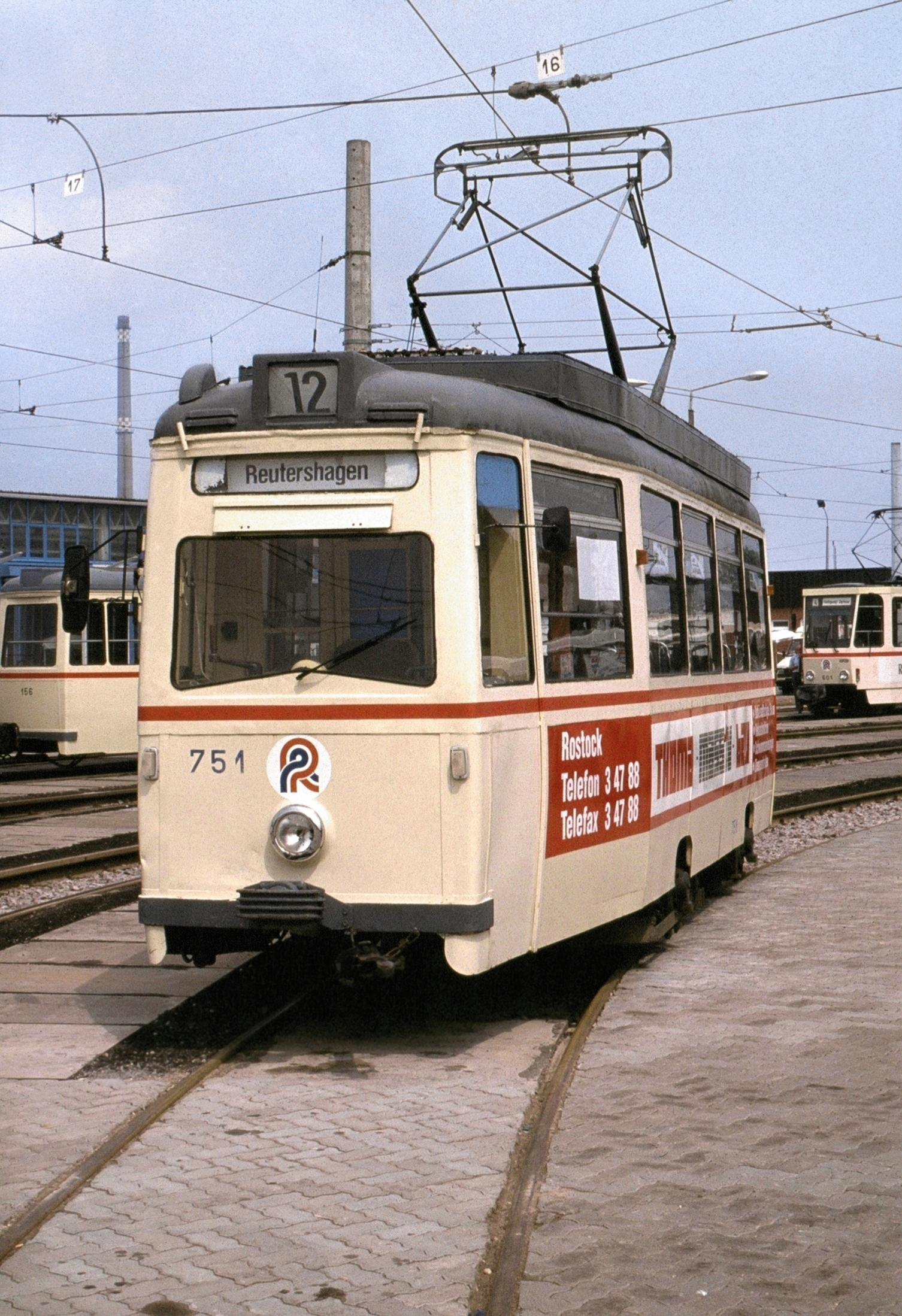
LOWA形（1992年撮影）
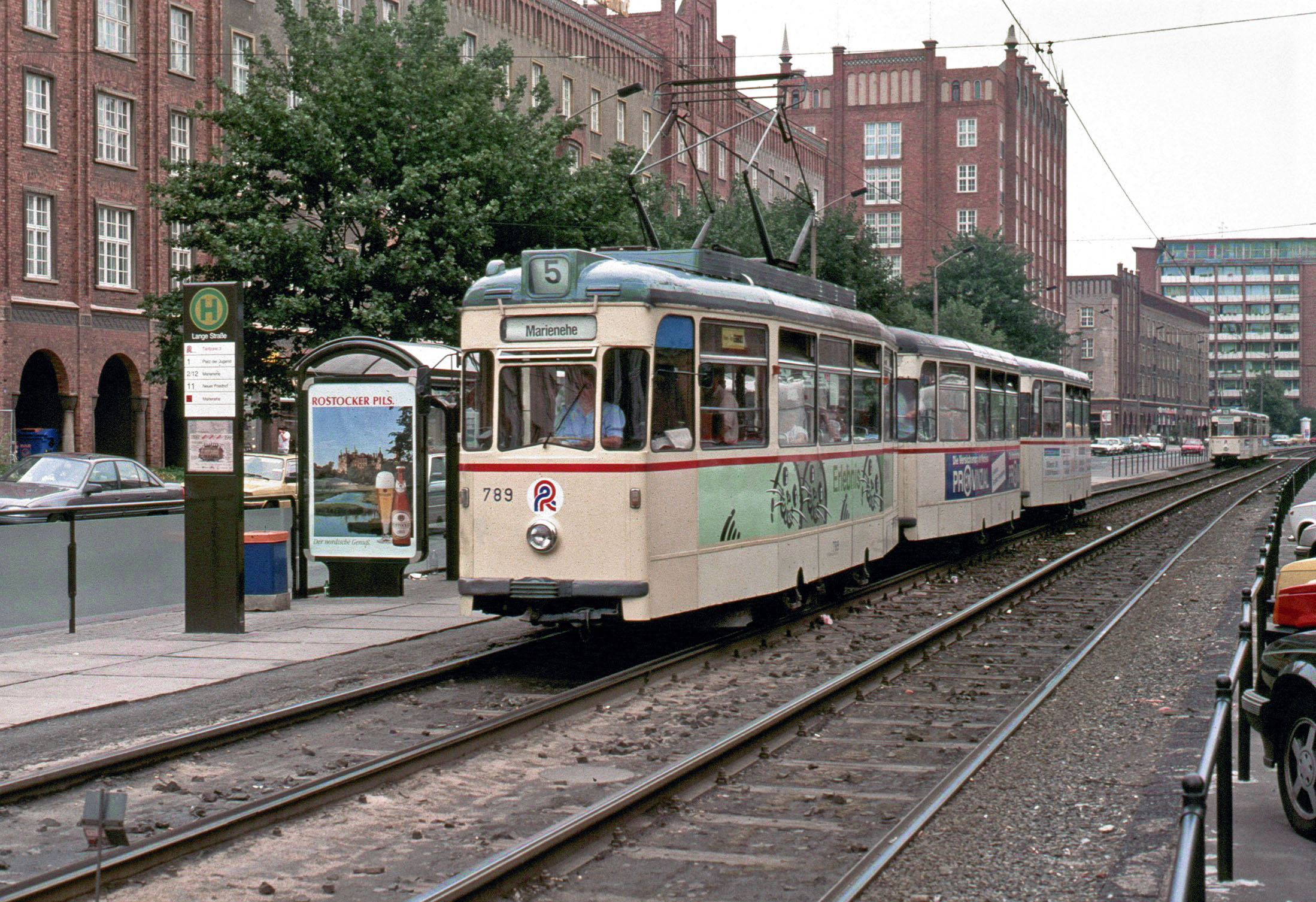
ゴータカー（2軸車 + 付随車 + 付随車）（1992年撮影）
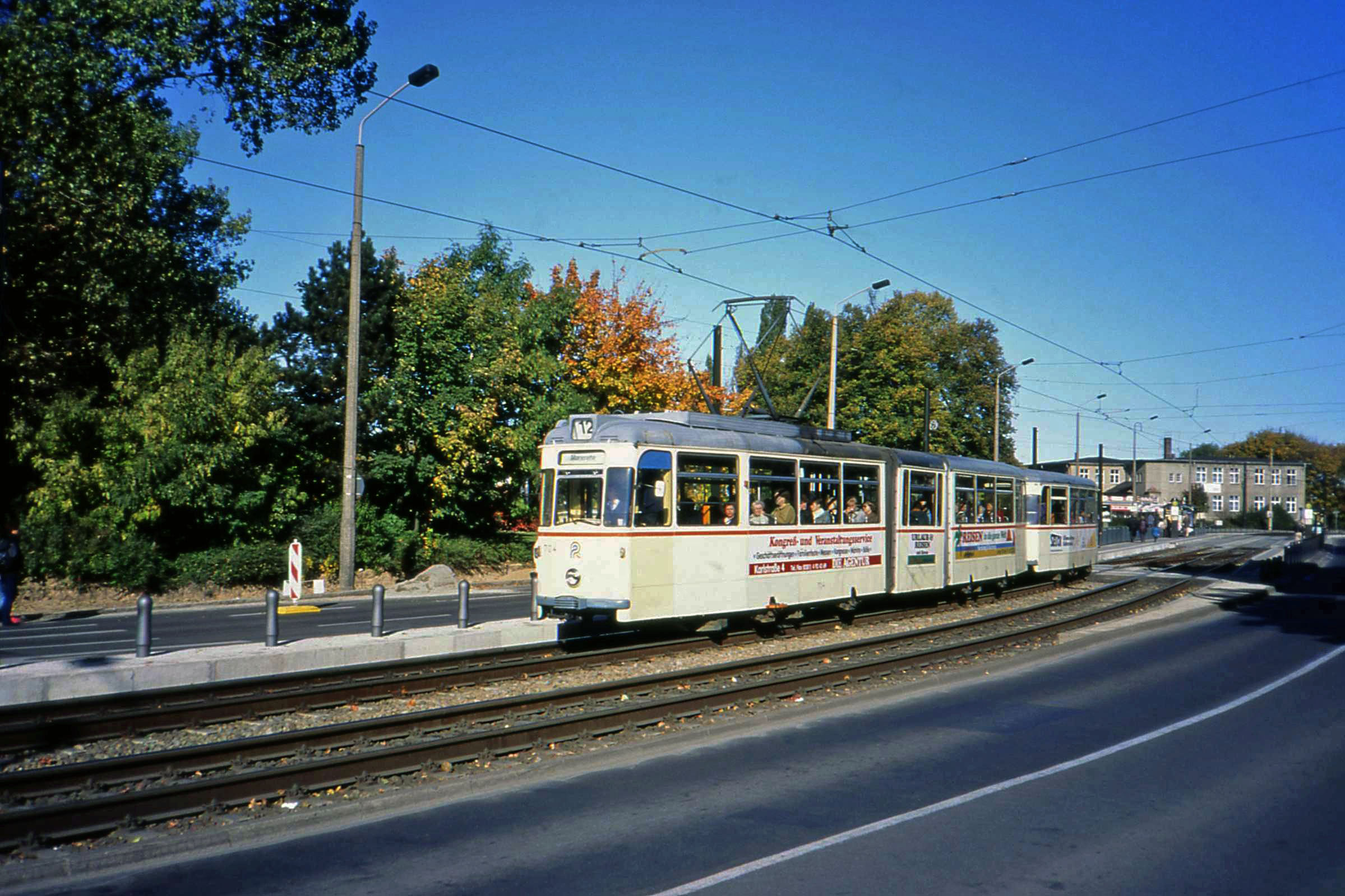
ゴータカー（連接車 + 付随車）（1994年撮影）
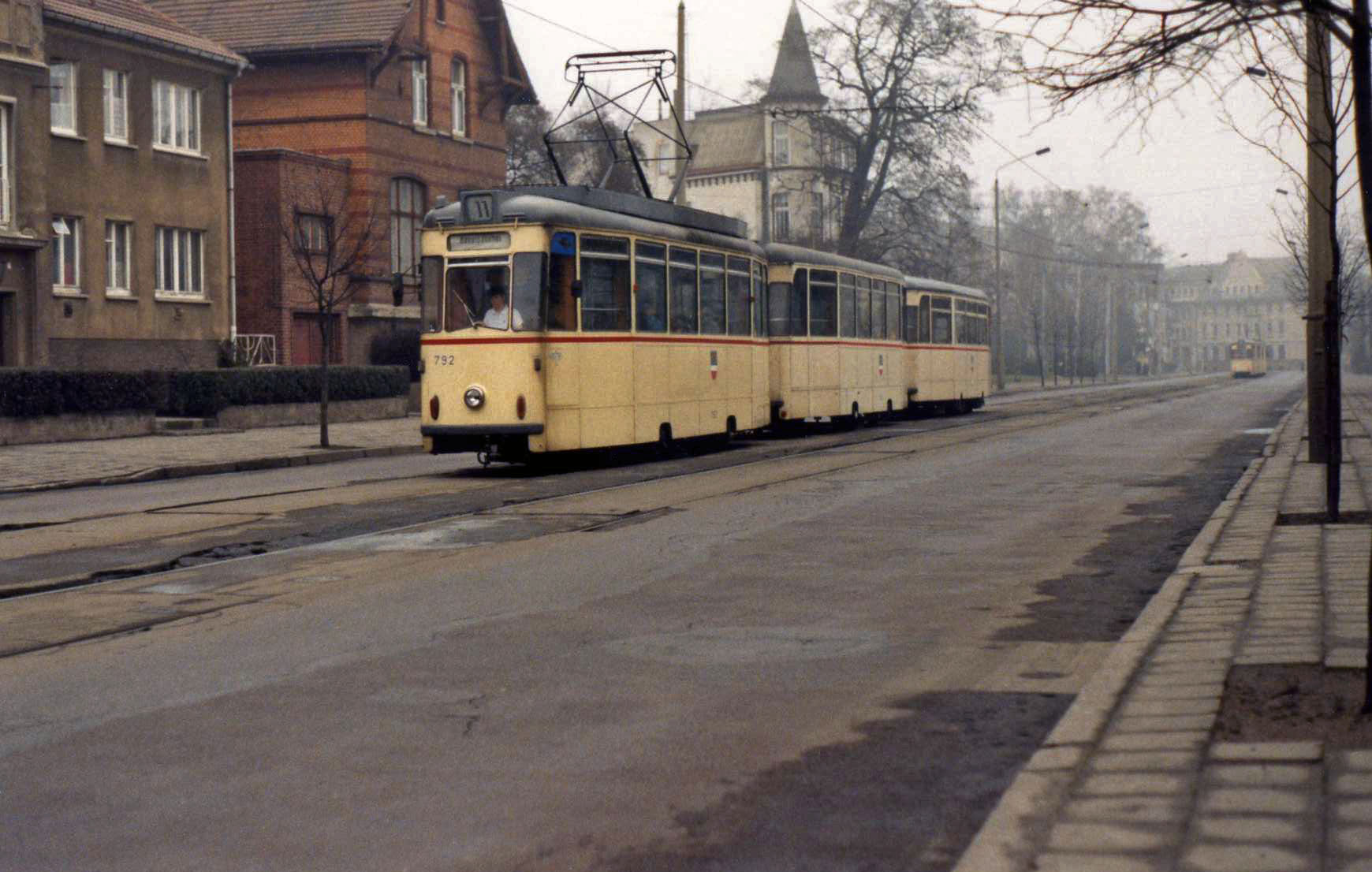
REKO形（1990年撮影）

- T6A2D・B6A2D - 東ドイツ末期の1989年から1990年にかけて導入された大型ボギー車。チェコスロバキア（現：チェコ）のČKDタトラが開発した「タトラカー」と呼ばれる一連の路面電車車両で、1990年代には近代化工事も実施されたが、超低床電車に置き換えられ2015年までに営業運転から撤退した。2021年現在、T6A2Dに近代化工事が施工されたT6A2M（←T6A2D）のうち1両が動態保存されている[7][4][17][18]。

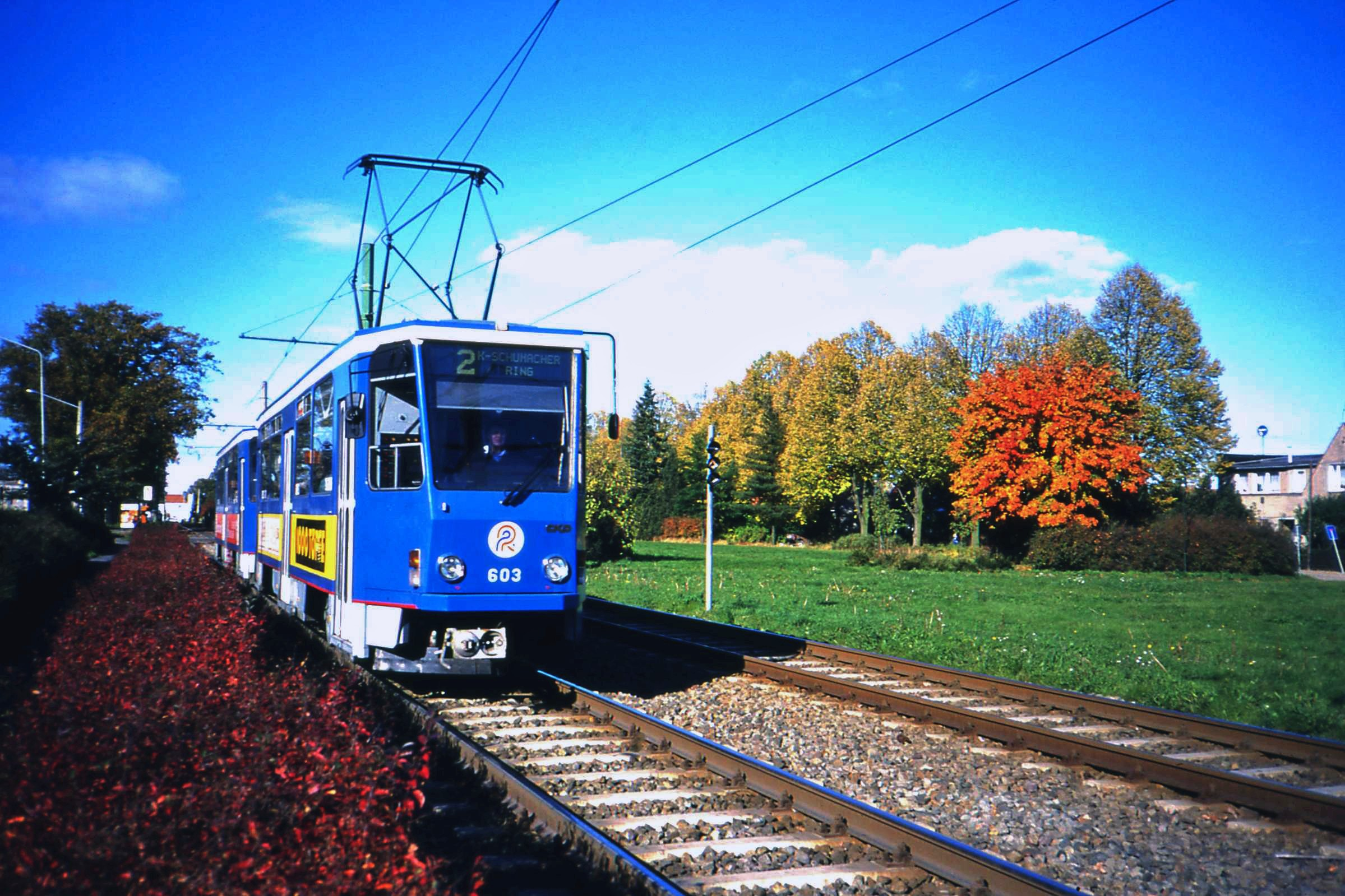
T6A2D（1994年撮影）
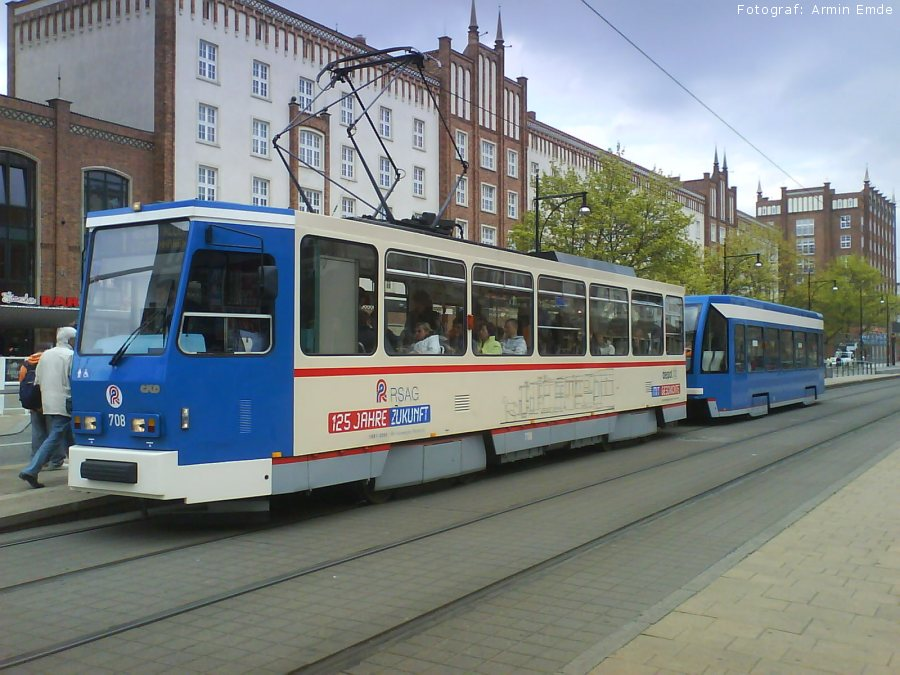
近代化工事後のT6A2D（左）（2007年撮影）

- 4NBWE - バリアフリーの促進を目的にT6A2への連結運転を前提に導入された、車内全体が低床構造となっている付随車。T6A2と共に2015年まで使用され、以降はライプツィヒ市電やカッセル市電へ譲渡されている[7][4][17][18]。

- 4NBWE（2013年撮影）

## 参考資料
- 鹿島雅美「ドイツの路面電車全都市を巡る 16」『鉄道ファン』第47巻第3号、交友社、2007年3月1日、132-137頁。
- Neil Pulling (2015-11). “Systems Factfile: Rostock”. Tramways & Urban Transit No.935 (LRTA) 78:  442-446 2021年3月17日閲覧。.